# 大足站
大足站是一个成渝铁路上的铁路车站，位于重庆市大足区邮亭镇，建于1952年，目前为三等站，邮政编码为402371。目前客运：办理旅客乘降；行李、包裹托运；货运：办理整车、零担货物发到；不办理整车爆炸品及整车一级氧化剂发到。

## 图集

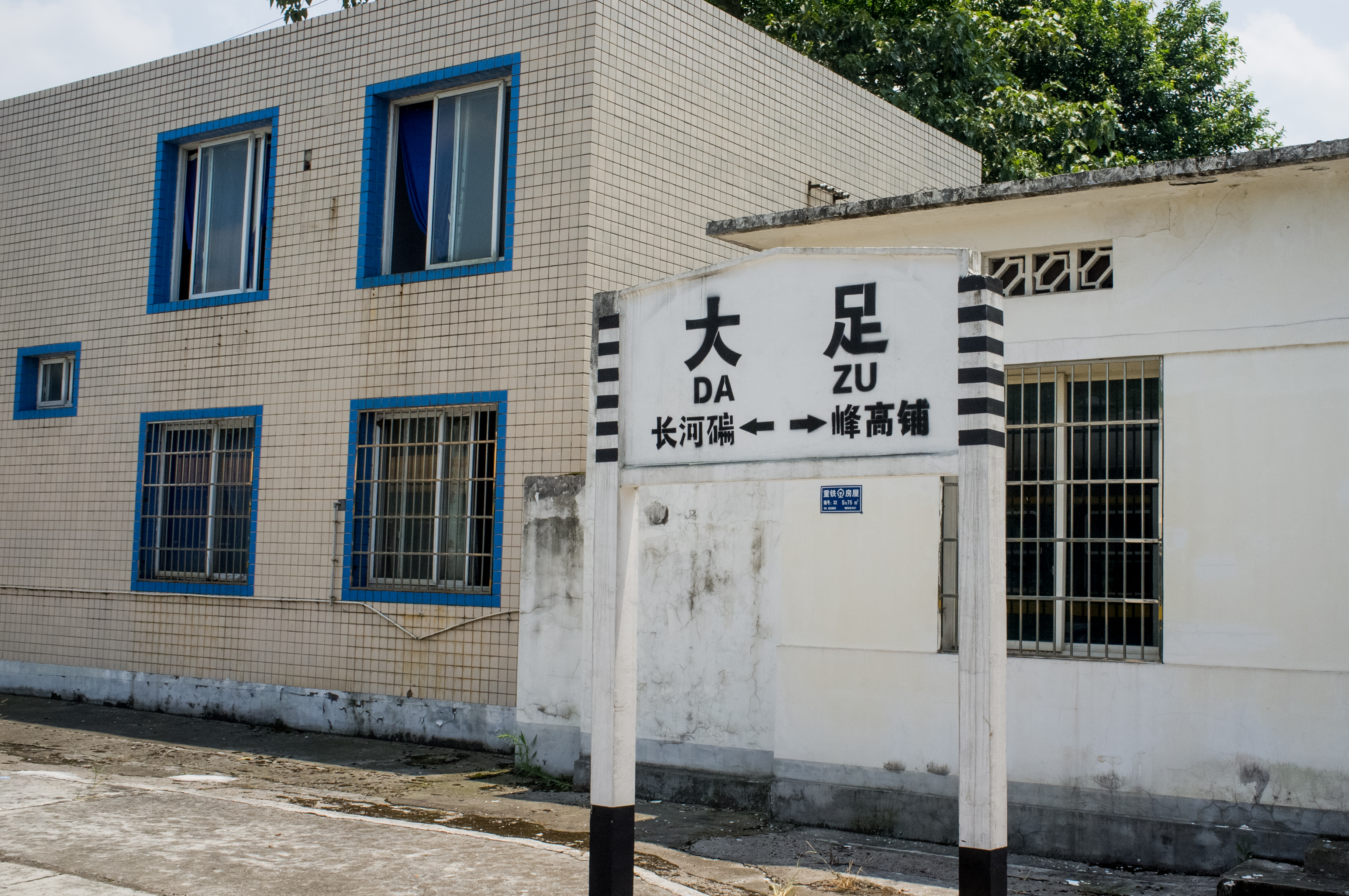
2016年，车站站牌
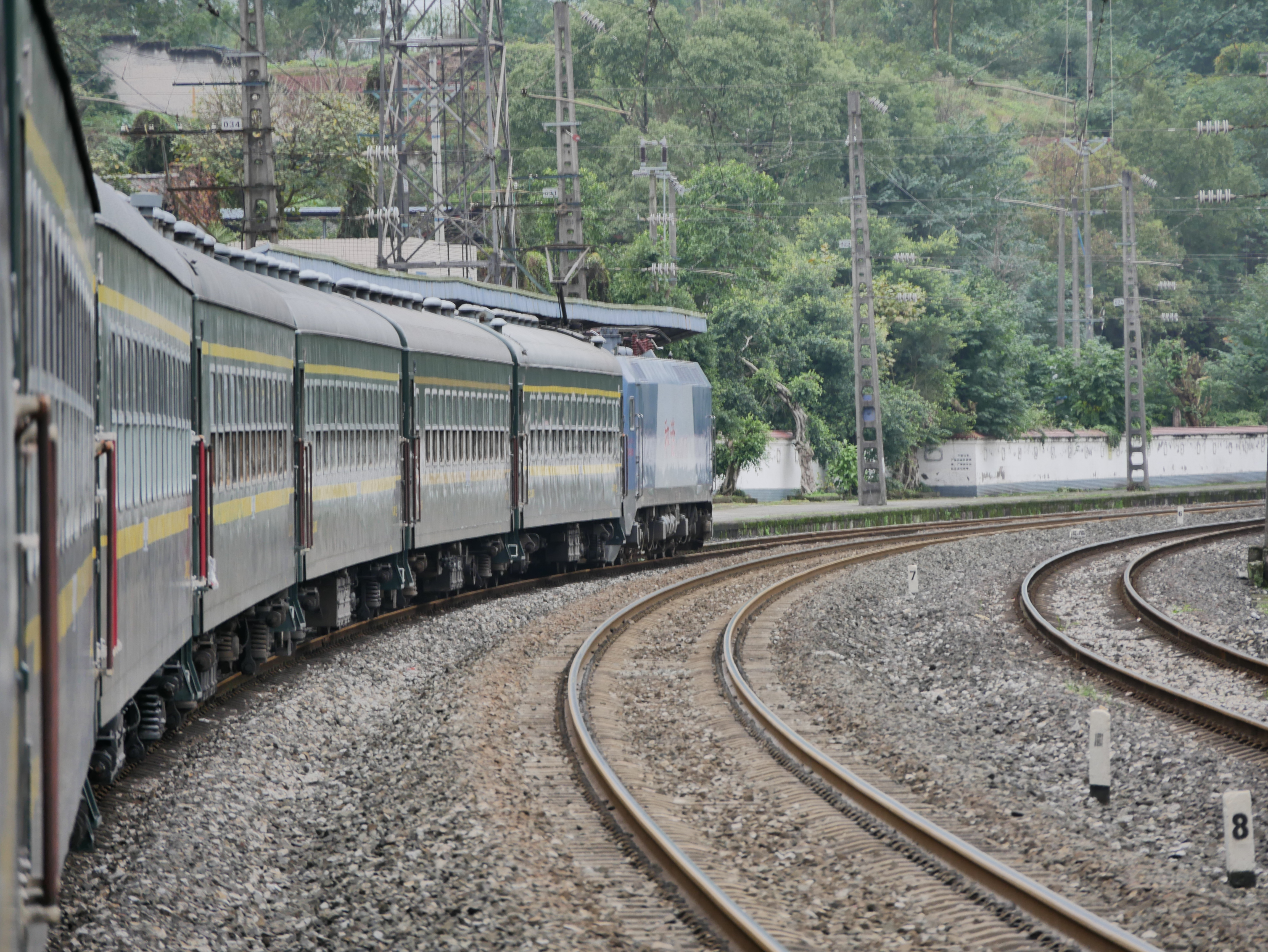
2016年，在5612列车上眺望车站站场
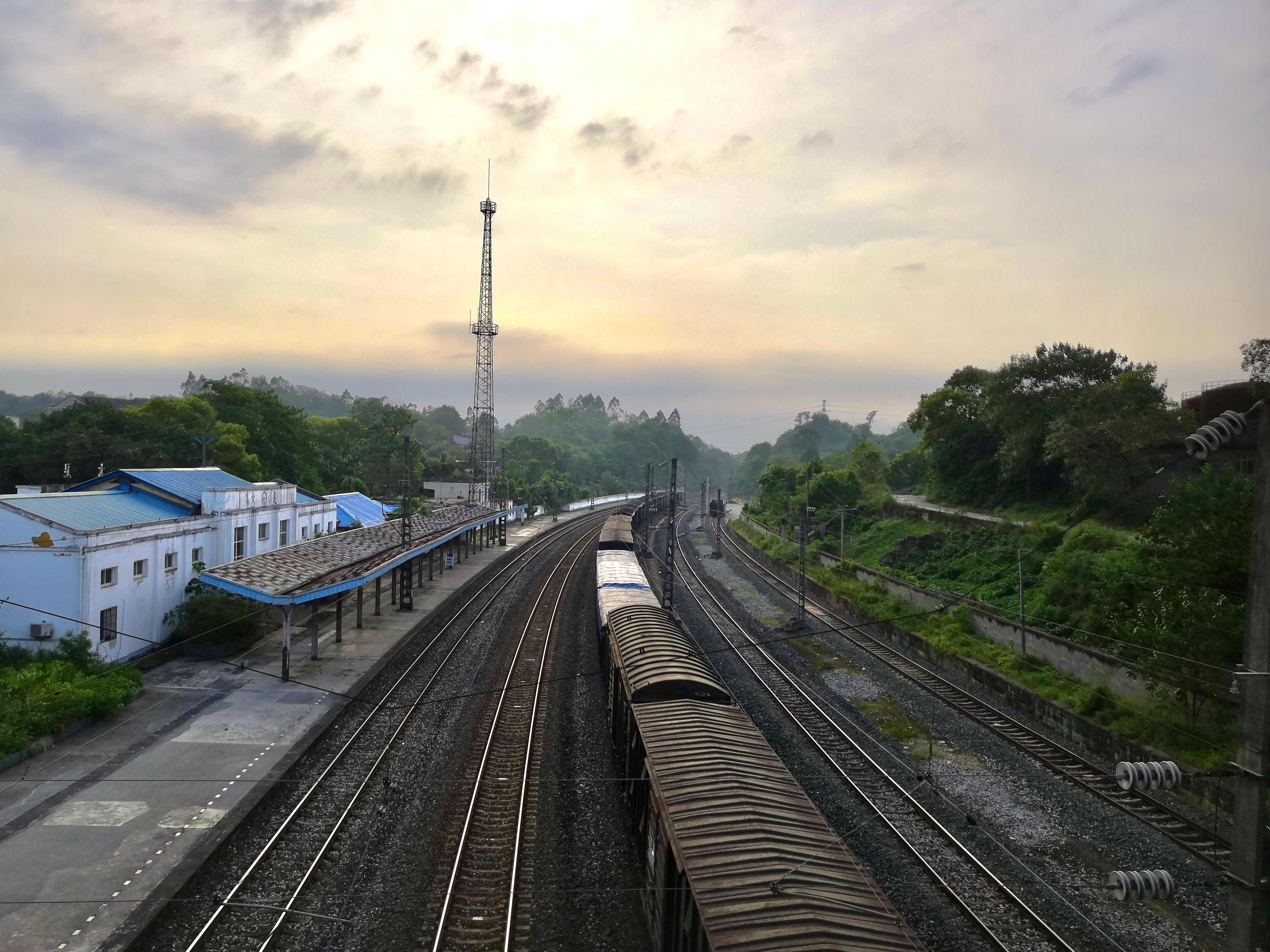
2019年，在跨线桥上看大足站站场